# Živko Jeličić
Živko Jeličić (Split, 7. lipnja 1920. – Split, 23. veljače 1995.), hrvatski književnik.

## Životopis
Srednju školu je pohađao u Splitu. Pohađao je Klasičnu gimnaziju, gdje je bio razredni kolega s Vojkom Krstulovićem, poznatim splitskim HSS-ovskim djelatnikom.
Poslije Drugog svjetskog rata radio je u nakladničkog djelatnosti u Zagrebu, a od 1953. godine predavao je književnost na Pedagoškoj akademiji u Splitu. Od 1954. godine bio je glavni urednik časopisa "Mogućnosti", jedan od pokretača nakladničke kuće "Čakavski sabor", poslije "Književni krug" u Splitu. Prva zbirka pjesama "Bijeli kum" i poema "Koliba u inju" tematski su vezane uz rat, a književni ugled stekao je romanima "Kap stida", "Mlaka koža", "Staklenko" u kojima portretira građanske intelektualce. Pisao je kritike, eseje i studije te radio drame, televizijske (Buža) i filmske scenarije.